# Phantom Blood
Phantom Blood ("Fantomblod") är en manga av Hirohiko Araki som publicerades i Weekly Shōnen Jump under 1987. Serien handlar om den unge adelsmannen Jonathan "JoJo" Joestars liv och hans kamp mot sin ondskefulla adoptivbror Dio Brando. Mangan är den första delen i serien JoJo's Bizarre Adventure.

## Handling
På 1860-talet kraschar den engelska adelsfamiljen Joestars hästekipage i en ravin. Ekipaget hittas av tjuven Dario Brando, som försöker plundra liken. Det visar sig att fadern i familjen, lord George Joestar I, samt hans nyfödde son, Jonathan, överlevt. I tron att Brando försöker rädda deras liv lovar lord Joestar att ge honom en gentjänst. Tolv år senare avlider Dario Brando efter en tids sjukdom. Som tack för att Dario räddade hans liv adopterar George Joestar Darios son, Dio Brando. Jonathan (kallad JoJo) försöker bli vän med Dio, men Dio ställer direkt in sig på att sätta käppar i hjulet för Jonathan. Dio vänder Jonathans vänner och familj mot honom och tar livet av hans hund Danny. Efter att Dio tvingat sig på Jonathans käresta Erina Pendleton och tvångskysst henne får Jonathan nog. Ett våldsamt slagsmål utbryter, efter vilket Dio bestämmer sig för att ta det försiktigare med sina planer.
Sju år går, under vilka Dio och Jonathan låtsas vara vänner. Jonathan försöker göra sitt bästa för att tycka om Dio trots allt som hänt, medan Dio inte känner annat än avsky mot Jonathan. I samband med att George insjuknar och blir sängliggande hittar Jonathan ett gammalt brev från Dario Brando, i vilket han beskriver samma symptom som George. Jonathan inser att Dio håller på att förgifta George och ger sig av till London för att hitta ett motgift. Där hamnar han i slagsmål med brottslingen Robert E. O. Speedwagon (döpt efter REO Speedwagon) och hans gäng. När Jonathan låter Speedwagon leva imponeras han av hans heder. Samtidigt bestämmer sig Dio för att försöka ta livet av Jonathan med en mystisk mask av sten som finns i Joestarfamiljens ägo. När masken kommer i kontakt med blod skjuter långa taggar in i bärarens huvud. När Dio gör ett experiment med att använda masken på en alkoholiserad man i London upptäcker han att masken inte dödar, utan istället förvandlar bäraren till en vampyr.
Jonathan informerar polisen om vad som hänt och konfronterar Dio när han återvänder till Joestar-familjens herrgård. För att lura Jonathan ber Dio om förlåtelse och lovar att bättra sig, varpå Speedwagon, som följt efter Jonathan, talar om att Dio är ond rätt igenom. Jonathan och hans far bestämmer sig för att låta polisen gripa Dio, varpå Dio anfaller Jonathan med en kniv. George ställer sig ivägen och huggs till döds av Dio, som använder sin adoptivfars blod för att aktivera stenmasken och bli en vampyr. Dio dödar sedan poliserna och en intensiv strid mellan honom och Jonathan utbryter, som slutar med att herrgården brinner ned och Dio spetsas på en staty. 
Speedwagon räddar Jonathan, som sedan plåstras om av sin ungdomsförälskelse Erina. Jonathan och Erina är glada att återförenas, men lyckan är kortvarig. En dag träffar Jonathan på den mystiske mannen Will A. Zeppeli, som talar om att Dio fortfarande är vid liv och måste stoppas. Zeppeli är expert på den energibaserade kampkonsten Hamon, som är särskilt effektiv mot vampyrer. Speedwagon informerar Jonathan och Zeppeli om att människor börjat försvinna mystiskt i staden Wind Knight's Lot och att det troligen är kopplat till Dio. De tre männen ger sig av mot Wind Knight's Lot, där Jonathan utvecklar sina Hamon-förmågor och lyckas döda Jack Uppskäraren, som Dio förvandlat till vampyr, genom att skjuta Hamon-energi genom en vägg. Dio framkallar de odöda riddarna Blueford och Tarkus för att döda Jonathan och hans kumpaner. Jonathan besegrar Blueford på egen hand, varpå Zeppeli offrar sig för att hjälpa honom döda Tarkus. Kort därefter möter hjältarna Zeppelis mentor Tonpetty och hans elever, Dire och Straizo (uppkallade efter Dire Straits). Tillsammans ger de sig av till slottet Dio använder som bas för att konfrontera honom en gång för alla. Dio dödar Tonpetty och Dire och det blir en hård strid mellan honom och Jonathan, som till sist besegrar honom genom en Hamon-attack som slungar Dio över räcket på slottets balkong och förintar hans kropp.
Med Dio till synes besegrad gifter sig Jonathan med Erina och det lyckliga paret ger sig av på smekmånad med en atlantångare. Semestern tar en otrevlig vändning när Jonathan får syn på Dios underhuggare Wang Chan, som förvandlar folket ombord till zombies. Det visar sig att Dio kapade av sitt eget huvud innan Hamon-energin hann förstöra det. Dios avhuggna huvud anfaller Jonathan i syfte att döda honom och ta över hans kropp. Jonathan blir allvarligt sårad, men lyckas använda sin sista Hamon-energi för att skapa ett övertryck i skeppets motor samtidigt som Erina räddar ett övergivet spädbarn.
Berättelsen har två olika slut. Det ena är det som avbildas i mangan och animen och det andra är det "officiella" slutet, som aldrig avbildats, utan genomfördes som en så kallad retcon för att Dio skulle kunna återvända som antagonist i Stardust Crusaders.

### Avbildat slut
Erina tar skydd i en sarkofag avsedd för Dio tillsammans med det övergivna spädbarnet. Jonathan avlider av sina skador, omfamnandes Dios huvud, kort innan skeppet exploderar. Sarkofagen överlever explosionen och någon dag senare räddas Erina strax utanför Kanarieöarna. Hon lovar att föra Jonathans berättelse och arv vidare till kommande generationer genom det spädbarn hon nyss räddat och Jonathans ofödda barn i hennes mage.

### Officiellt slut
Det officiella slutet skiljer sig främst på en punkt. Innan Jonathan dör använder Dio sina krafter för att halshugga honom och sätta sitt eget huvud på hans kropp. Dio tar sedan skydd i sarkofagen, som visar sig ha plats för två personer tack vare ett lönnfack. Erina tar skydd i det översta facket och efter att hon och det övergivna spädbarnet räddats sjunker sarkofagen till havets botten med Dio inuti. Där ligger den kvar i ett sekel, innan den fiskas upp ur havet kort innan händelserna i Stardust Crusaders.

## Annan media
TV-animens första nio avsnitt återberättar Phantom Blood. 2007 släppte studion A.P.P.P., som tidigare gjort en animerad version av Stardust Crusaders, en långfilm baserad på mangan. Den visades på bio i Japan under en kort tid och har aldrig släppts på DVD eller Blu-Ray. Varför är oklart, men den vanligaste teorin är att negativ kritik i kombination med att Hirohiko Araki sägs ha ogillat den ledde till att filmen drogs tillbaka. A.P.P.P. kom ett år senare att förlora rättigheterna till JoJo's Bizarre Adventure efter kontroverser kring en scen i deras version av Stardust Crusaders där Dio läser i Koranen samtidigt som han svär att döda hjältarna.
Ett spel till Playstation 2 släpptes i oktober 2006, baserat på filmen.